# Енріке Гонсалес Мартінес

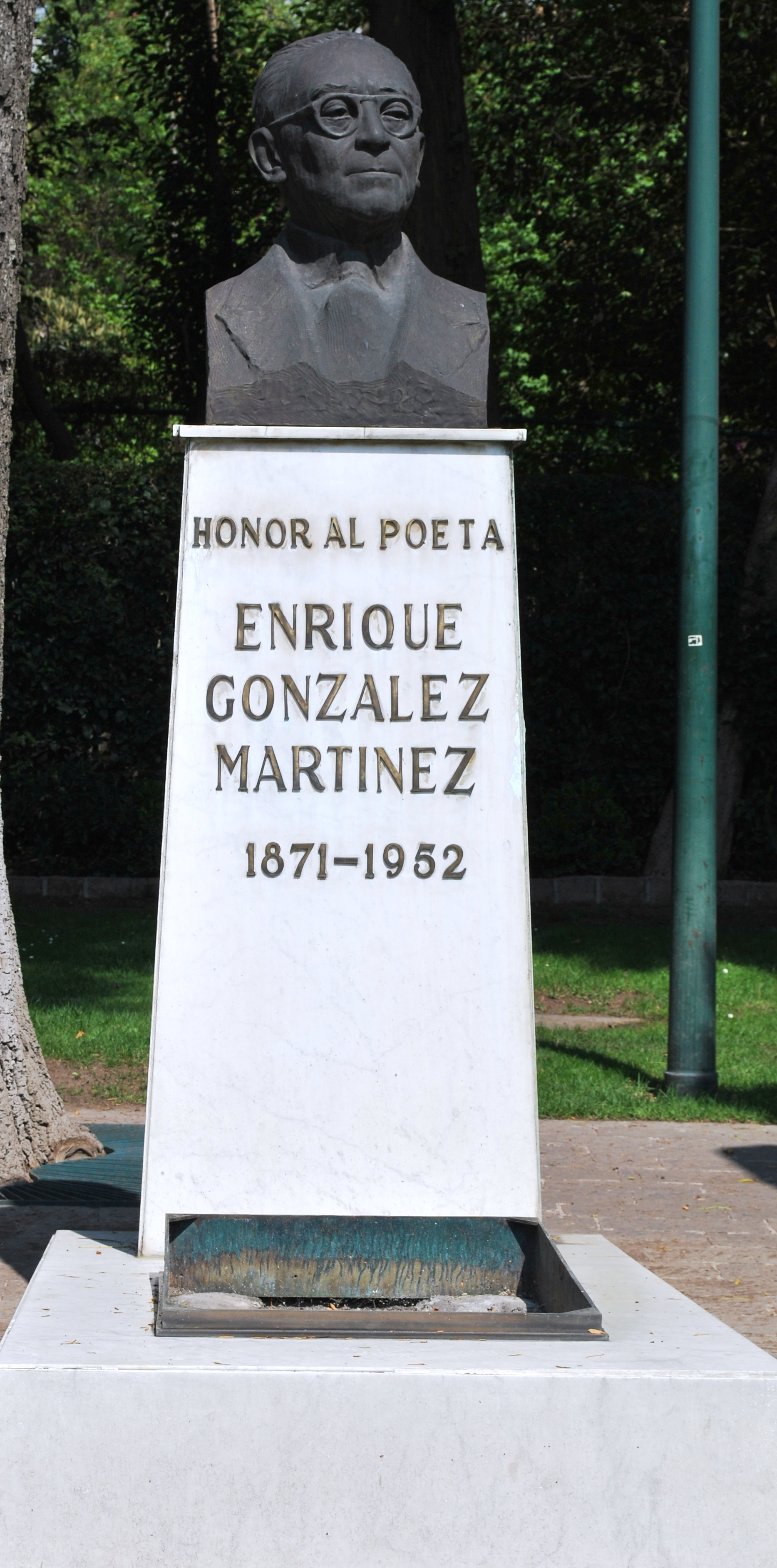
Надгробний пам'ятник Гонсалесу Мартінесу в Ротонді прославлених діячів

Енріке Гонсалес Мартінес (ісп. Enrique González Martínez; 13 квітня 1871, Гвадалахара — 19 лютого 1952, Мехіко) — мексиканський поет, представник модернізму. Поезія Гонсалеса Мартінеса зазнала впливу Ламартіна, Бодлера, Верлена.

## Життєпис
Народився в сім'ї вчителя, отримав медичну освіту. До 1911 року працював у провінції, після чого переїхав до Мехіко. Входив у літературний гурток Атеней молоді, видавав журнал «Пегас». Від 1920 до 1931 року перебував на дипломатичній службі: був послом в Аргентині, Чилі, Іспанії та Португалії. Після повернення на батьківщину присвятив себе літературній діяльності. 1944 року Гонсалеса Мартінеса відзначено Літературною премією Мануеля Авіла Камачо, а 1949 року номіновано на Нобелівську премію.

## Творчість
Перша поетична збірка Гонсалеса Мартінеса «Прелюдії» (ісп. Preludios), що вийшла 1903 року, написана в дусі модернізму. Однак у своєму знаменитому сонеті «Смерть лебедя» (ісп. La muerte del cisne) 1911 року він протиставляє улюблений образ відомого поета Рубена Даріо — лебедя, який став символом іспаноамериканського модернізму, — мудрій сові, здатній пізнати таємниці буття.
Вірші і поеми Гонсалеса Мартінеса (збірки «Смерть лебедя», 1915, «Слово вітру», 1921, «Приховані знаки», 1925) відрізняються глибоким ліризмом. Збірки «Нездійснені вірші» (1932), «Полум'яний потік» (1938), «Під знаком смерті» (1942) присвячені темам любові і смерті. Однією з найкращих поем Гонсалеса Мартінеса є «Вавилон» (1949), де він робить спробу узагальнити навколишню дійсність. В цю поему, що відрізняється складною мовою і образним рядом, насичену громадянським пафосом, входять також і роздуми автора про політичні події.